# Kessleria longipenella
Kessleria longipenella es una especie de polilla del género Kessleria, familia Yponomeutidae.
Fue descrita científicamente por Friese en 1960.